# Luis Carlos Campos Villegas
Luis Carlos Campos Villegas (Hidalgo del Parral, Chihuahua; 29 de octubre de 1959) es un abogado y político mexicano, miembro del Partido Revolucionario Institucional. Fue diputado federal para la LXI Legislatura.

## Biografía
Campos Villegas nació en Hidalgo del Parral el 29 de octubre de 1959 y es abogado egresado de la Facultad de Derecho de la Universidad Autónoma de Chihuahua en 1982 y máster en derecho financiero por la misma institución. De ambas es graduado con mención honorífica.
Dentro de la Facultad de Derecho de la UACH fue presidente de la Sociedad de Alumnos y miembro del Consejo Universitario. Posteriormente, tiempo después de finalizar sus estudios, fue profesor en la Facultad de Economía Internacional de la Universidad Autónoma de Chihuahua y en el Instituto Tecnológico y de Estudios Superiores de Monterrey campus Chihuahua.
Por otro lado también se ha dedicado al libre ejercicio de su profesión, llegando a ser presidente del Colegio de Abogados de Parral.

### Carrera política
Luis Carlos se afilió al Partido Revolucionario Institucional a tempana edad y en él ha ostentado diversos puestos públicos y partidistas, entre los que destaca el de secretario general del Comité Directivo Estatal del PRI.
En 2001 su partido lo postuló candidato a diputado local por el Distrito 22 con cabecera en Hidalgo del Parral, resultando finalmente electo para la LX Legislatura de 2001 a 2004. En 2004, al finalizar su encargo como diputado, pasó a ser subprocurador de justicia de la zona sur del estado de Chihuahua y en 2007 recaudador de rentas en Parral, esto durante la administración de José Reyes Baeza Terrazas en la gubernatura del estado.
En 2009 renunció como recaudador de rentas para ser candidato del PRI a diputado federal del Distrito 9, siendo finalmente electo para la LXI Legislatura. En la Cámara de Diputados fue miembro de las comisiones de Gobernación, Defensa Nacional, Especial de Apoyo a los Festejos del Bicentenario de la Independencia y el Centenario de la Revolución así como de la de Justicia.
Hacia 2013 su nombre sonaba para candidato del PRI a alcalde de Hidalgo del Parral, sin embargo este postuló a Miguel Jurado Contreras.
En octubre de 2014 tomó protesta como subdelegado del Instituto Mexicano del Seguro Social en Hidalgo del Parral, y en 2017 pasó a desempañarse como delegado de la Secretaría de Gobernación para el estado de Chihuahua, cargó en el que duró hasta el final de la administración de Enrique Peña Nieto en 2018.